# Brevard Zoo
Koordinaten: 28° 13′ 30″ N, 80° 42′ 50″ W
Der Brevard Zoo ist ein in der Stadt Melbourne im Osten des  US-Bundesstaates Florida gelegener Zoo. Die Stadt Orlando befindet sich in einer Entfernung von rund 60 Kilometern in nordwestlicher Richtung. Der Zoo ist Mitglied bei der Association of Zoos and Aquariums (AZA).

## Geschichte
Eine kleine Gruppe von Bürgern Floridas hatte die Idee, einen Zoo zu gründen, der als Naturschutzzentrum dienen sollte und in dem die Menschen etwas über Tiere und Natur lernen können. Der frühere Verleger der Zeitung Florida Today, Frank Vega gewann mehrere Gemeindevorsteher für den Plan. Unter Mithilfe großer Luft- und Raumfahrtunternehmen wurde das architektonische Design erstellt. Durch eine private Spende wurde ein großes Gelände östlich der Interstate 95 für den Zoo zur Verfügung gestellt. Die Finanzierung des Baues wurde in erster Linie durch ein Darlehen des Tourism Development Council sowie Spendenaktionen einer Gründergesellschaft gesichert. Weitere Mittel wurden durch den Verkauf von T-Shirts generiert. Im März 1994 öffnete der Zoo seine Tore für die Öffentlichkeit.

## Tierbestand und Ausstellungsbereiche
Im Brevard Zoo leben rund 900 Tiere, die ca. 195 Arten aus Nord- und Südamerika, Afrika, Asien und Australien repräsentieren. Es wird Wert darauf gelegt, die Fauna Floridas hervorzuheben. Gezeigt werden im Besonderen Säugetiere, Reptilien, Vögel und Fische. Die Tiere sind nach ihren geografischen Vorkommensgebieten gruppiert, wobei Arten, die verträglich in freier Wildbahn zusammenleben, auch im Zoo gemeinsam untergebracht sind. Das ca. 30 Hektar große Zoogelände ist in die Hauptsektionen Expedition Africa, Lands of Change: Australia and Beyond, Rainforest Revealed, Caribbean Trail sowie Wild Florida unterteilt. Außerdem gibt es ein Schauaquarium, ein Bildungszentrum und einen Kinderspielplatz (Paws On).

## Arterhaltungsprogramme
Der Zoo Miami beteiligt sich an verschiedenen Arterhaltungsprogrammen, dazu zählen:
- Ein Programm betrifft das Sea Turtle Healing Center, das Anfang 2014 eröffnet wurde und das einzige Rehabilitationszentrum für Meeresschildkröten im Brevard County ist. Der Brevard Zoo eröffnete in Zusammenarbeit mit der Sea Turtle Preservation Society das Meeresschildkrötenheilungszentrum. Die Anlage umfasst Haltungseinrichtungen mit insgesamt 14 Tanks. Die Einrichtung ist für die Öffentlichkeit nicht zugänglich. Da die Strände von Brevard County zu den wichtigsten Nistgebieten für Meeresschildkröten und zu den größten in den Vereinigten Staaten gehören, wird jedes Jahr eine erhebliche Anzahl von Tieren infolge von Verletzungen und Krankheiten gefunden. Jedes Jahr werden im Heilungszentrum etwa 100 Patienten behandelt. Die Schildkröten werden aus verschiedenen Gründen in das Rehabilitationszentrum gebracht. Verletzungen können von einem Zusammenstoß mit einem Boot oder einer Karambolage mit von Menschen verursachten Trümmern herrühren, zuweilen wurden Plastikteile verschluckt. Tiere mit ansteckenden Viruserkrankungen werden getrennt untergebracht, Tumore werden, wenn möglich operativ entfernt.[1]
- Der Bestand der Miami-Diamantschildkröte (Malaclemys terrapin tequesta), die durch andere Tiere, beispielsweise Waschbären gefährdet ist, wird regelmäßig im Indian River kontrolliert.
- Der Genetzte Querzahnmolch (Ambystoma cingulatum)  ist aufgrund des Verlusts des Lebensraums und des Klimawandels stark gefährdet. Der Brevard Zoo hat sich mit der Amphibian Foundation und dem United States Fish and Wildlife Service sowie weiteren Institutionen zusammengetan, um eine Schutzpopulation für diese gefährdete einheimische Art zu schaffen. Es ist das Ziel, die Art erfolgreich zu züchten und die Wildpopulationen zu ergänzen.
- Die Perdido Key beach mouse (Peromyscus polionotus trissyllepsis), eine Unterart der Küstenmaus lebt bevorzugt in Dünengebieten, die in Florida aufgrund von Hurrikanen zunehmend beschädigt werden. Mit Hilfe von staatlichen und bundesstaatlichen Behörden und anderen Zoos wurde ein Zuchtprogramm entwickelt, um eine gesunde, genetisch vielfältige Population aufrechtzuerhalten. Viele der Nachkommen wurden bereits im Perdido Key ausgewildert.
- Ammodramus savannarum floridanus, eine Unterart der Heuschreckenammer verlor einen Großteil ihres Lebensraums durch erweiterte Landwirtschaft, Feuerameisen (die sich von den Küken ernähren), Krankheiten sowie genetische Verarmung. Seit 2019 beteiligt sich der Brevard Zoo an einem Nachzuchtprogramm. 2022 konnten bereits über 100 Ammern wieder ausgewildert werden.
- Der ausschließlich in Florida vorkommende Floridahäher (Aphelocoma coerulescens) leidet stark unter dem Verlust an Lebensraum aufgrund von Urbanisierung in diesem bevölkerungswachsenden Bundesstaat. Zusammen mit der Florida Fish and Wildlife Conservation Commission und dem United States Fish and Wildlife Service beteiligt sich der Brevard Zoo an einem Programm, um ausgewählte Häherpopulationen zu verwalteten und zu schützen. Dort werden auch genetische Proben gesammelt. Weiterhin beteiligt sich der Zoo an der Ausrichtung von Florida Scrub-Jay-Festivals, um die Bevölkerung auf die Bedrohung der Art aufmerksam zu machen.[1]

## Sonderprogramme
In Zoo werden mehrere Sonderprogramme angeboten, die gegen eine Gebühr für eine  begrenzte Teilnehmerzahl angeboten werden, dazu zählen:
- Um einen Überblick über den Zoo zu gewinnen, ist es möglich, eine stattliche Kiefer zu erklimmen, um dann einen Rundblick von erhöhter Warte aus zu gewinnen.
- Die Besucher haben die Möglichkeit, die im Zoo lebenden Giraffen unter Aufsicht der Pfleger von Hand zu füttern.
- Im Rainforest Revealed Experience entdecken die Besucher einen nachgebildeten Regenwald und erfahren mehr über einige seiner Tierbewohner. Diese geführte Tour wird für drei bis acht Gäste veranstaltet und ist für Besucher ab sieben Jahren möglich.
- Die Rhino-Encounter-Tour ist für kleine Gruppen ebenfalls ab sieben Jahren möglich und gibt Einblicke über die spezielle Lebensweise von Nashörnern.
- In einem ca. 90.000 Liter fassenden Aquarium-Becken können die Besucher, speziell Kinder planschen und in einem benachbarten Streichelzoo Ziegen und Alpakas berühren.
- Mit gemieteten Kajaks können begleitete oder auch individuelle Touren auf den Wasserstraßen entlang der Feuchtgebiete des Zoos durchgeführt werden.
- Für Rundfahrten über das  Zoogelände steht eine Schmalspureisenbahn zur Verfügung.
- Besuchern ist es möglich, mit Nektarbechern oder Samenstangen, die im Zoo erworben werden können, ausgewählte Papageien, in erster Linie die australischen Arten Allfarblori (Trichoglossus haematodus) und Rosakakadu (Eolophus roseicapilla) zu füttern.

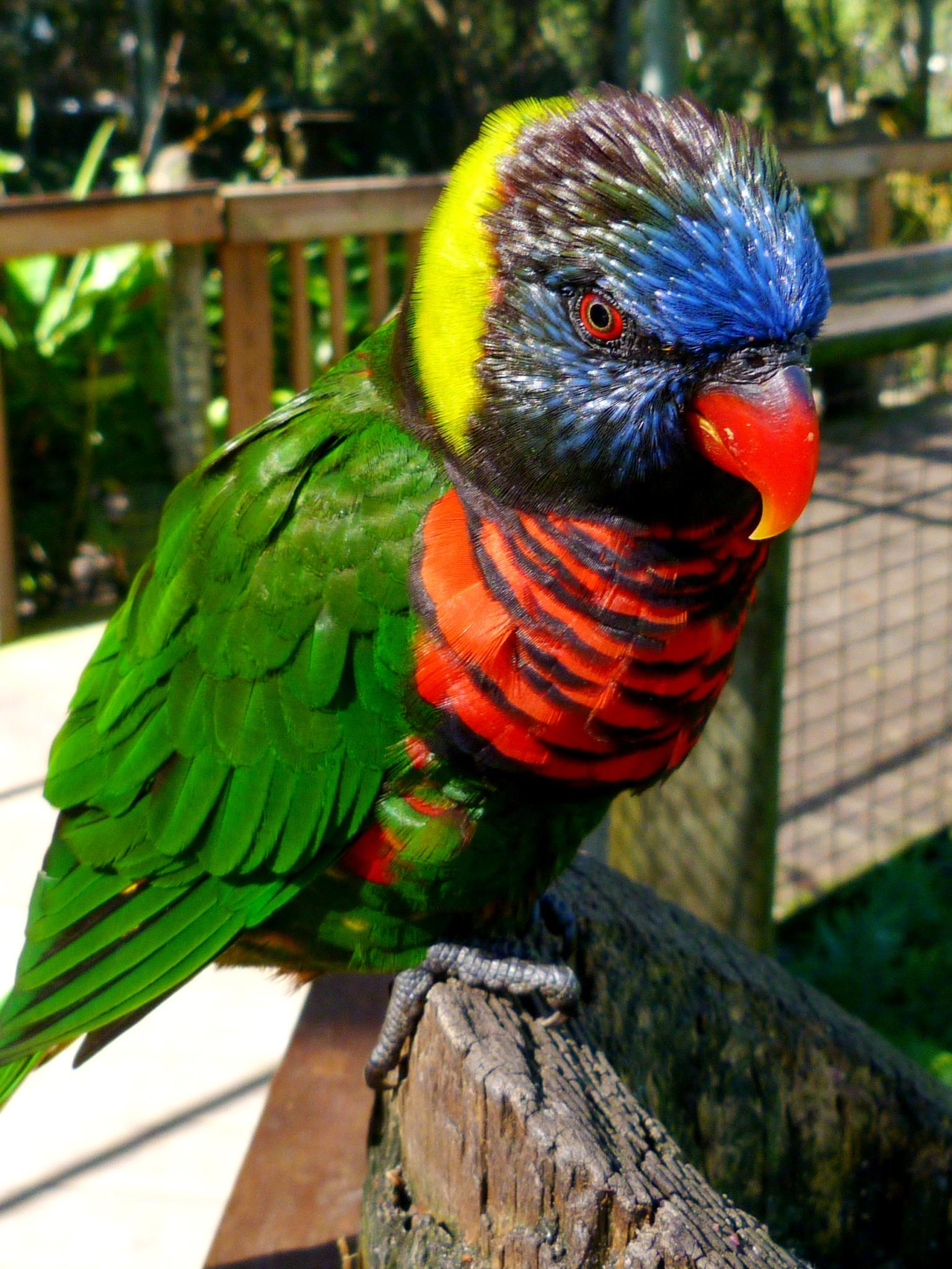
Allfarblori (Trichoglossus haematodus)
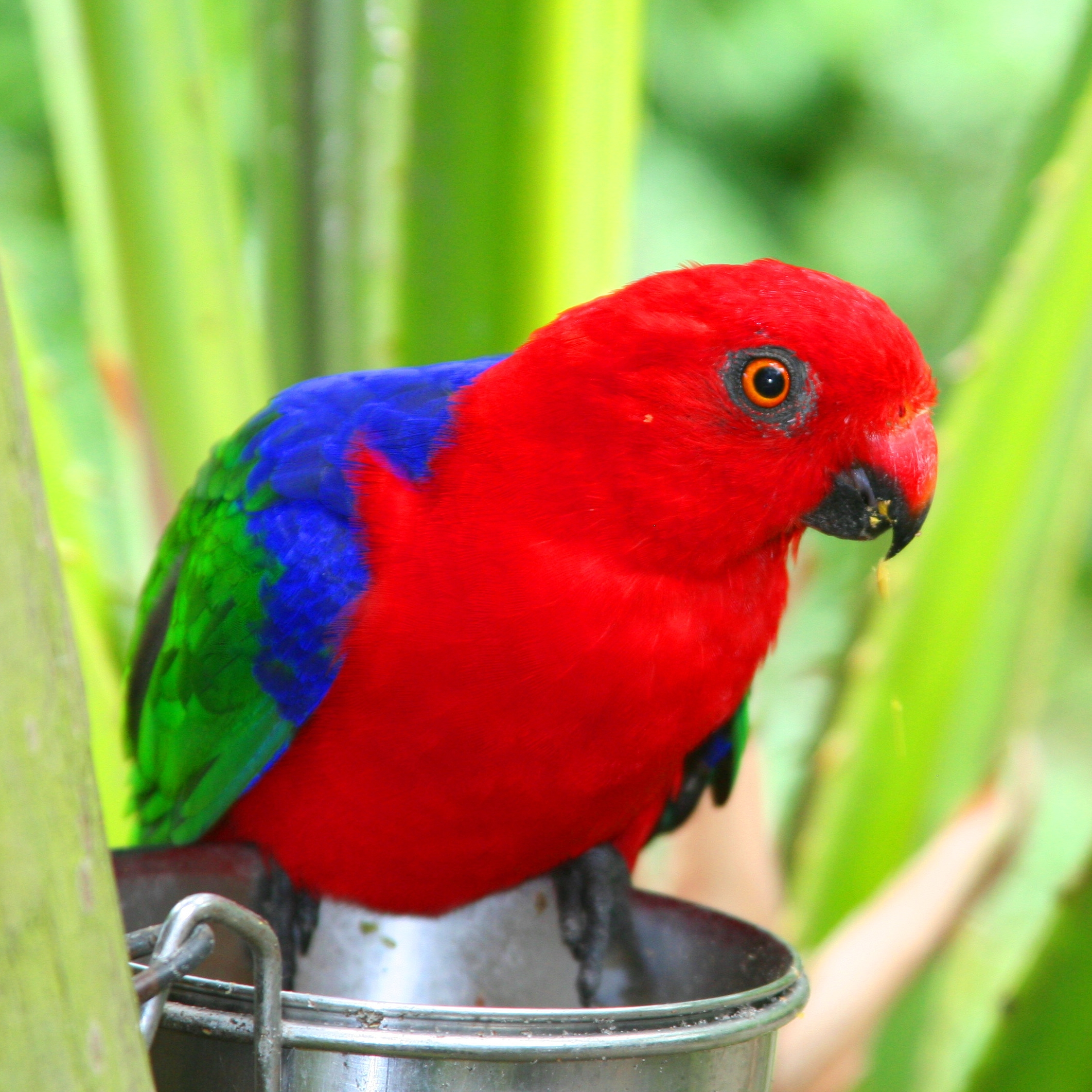
Amboinasittich (Alisterus amboinensis)
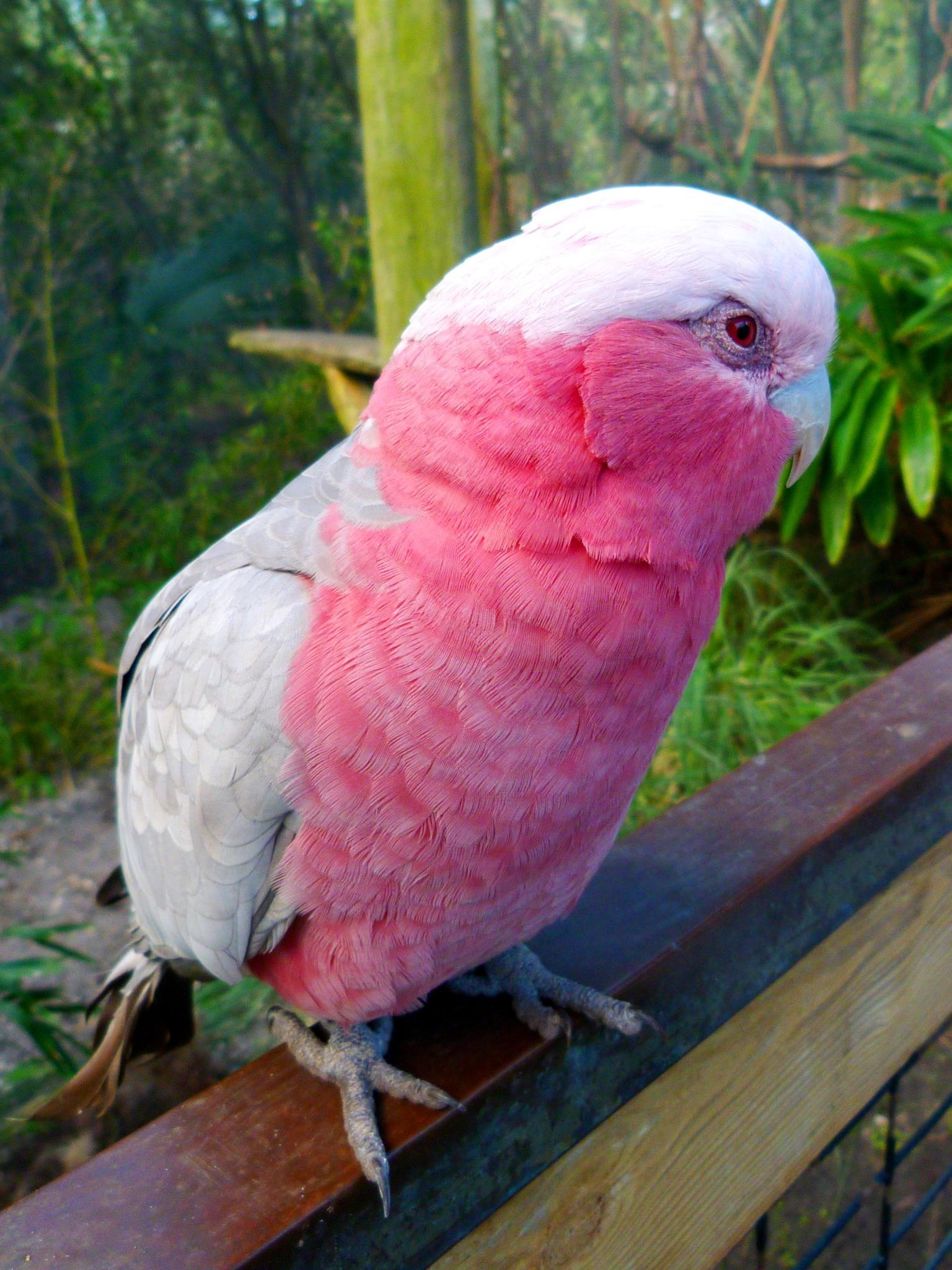
Rosakakadu ( Eolophus roseicapilla)
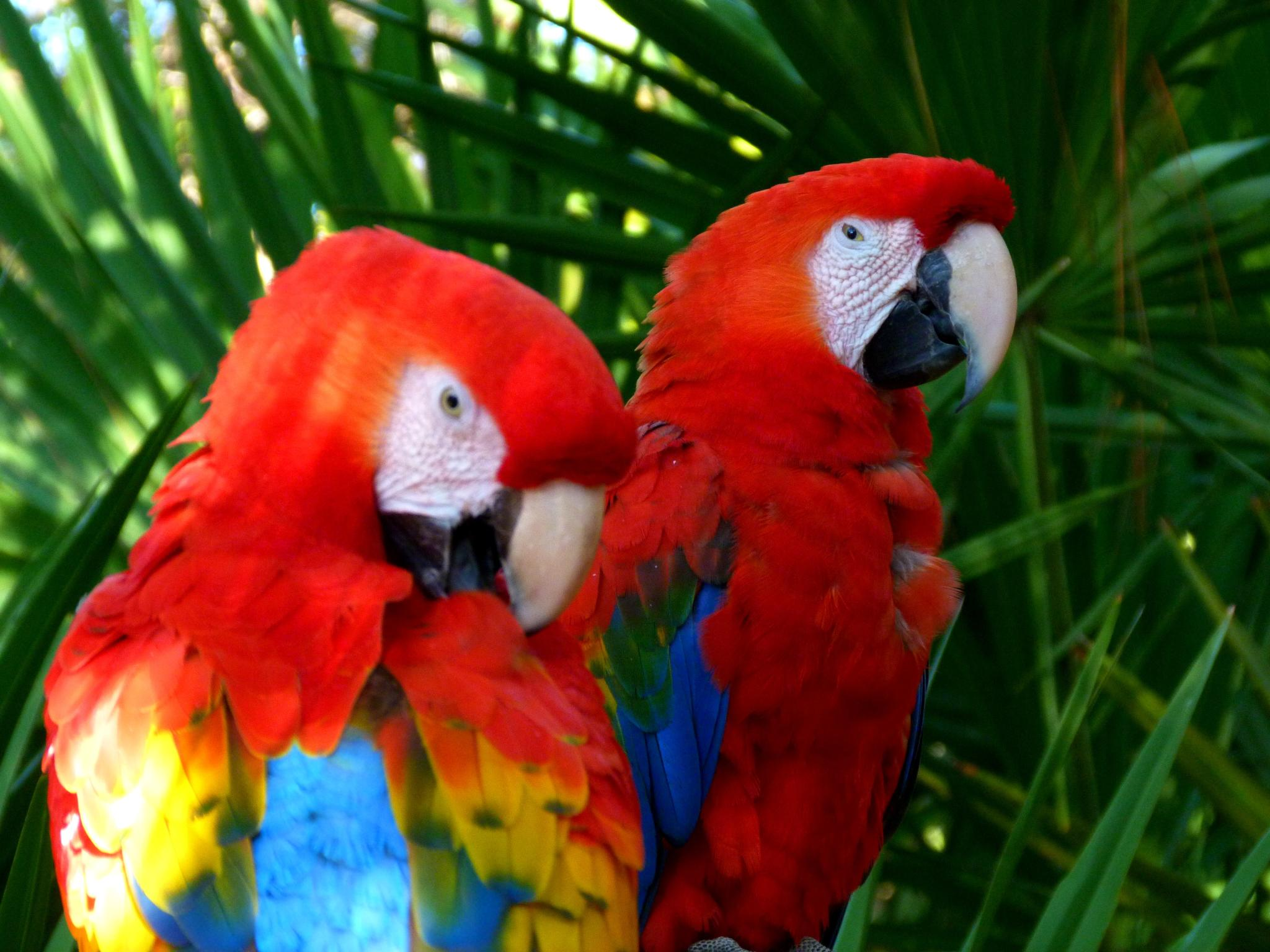
Scharlachara (Ara macao)
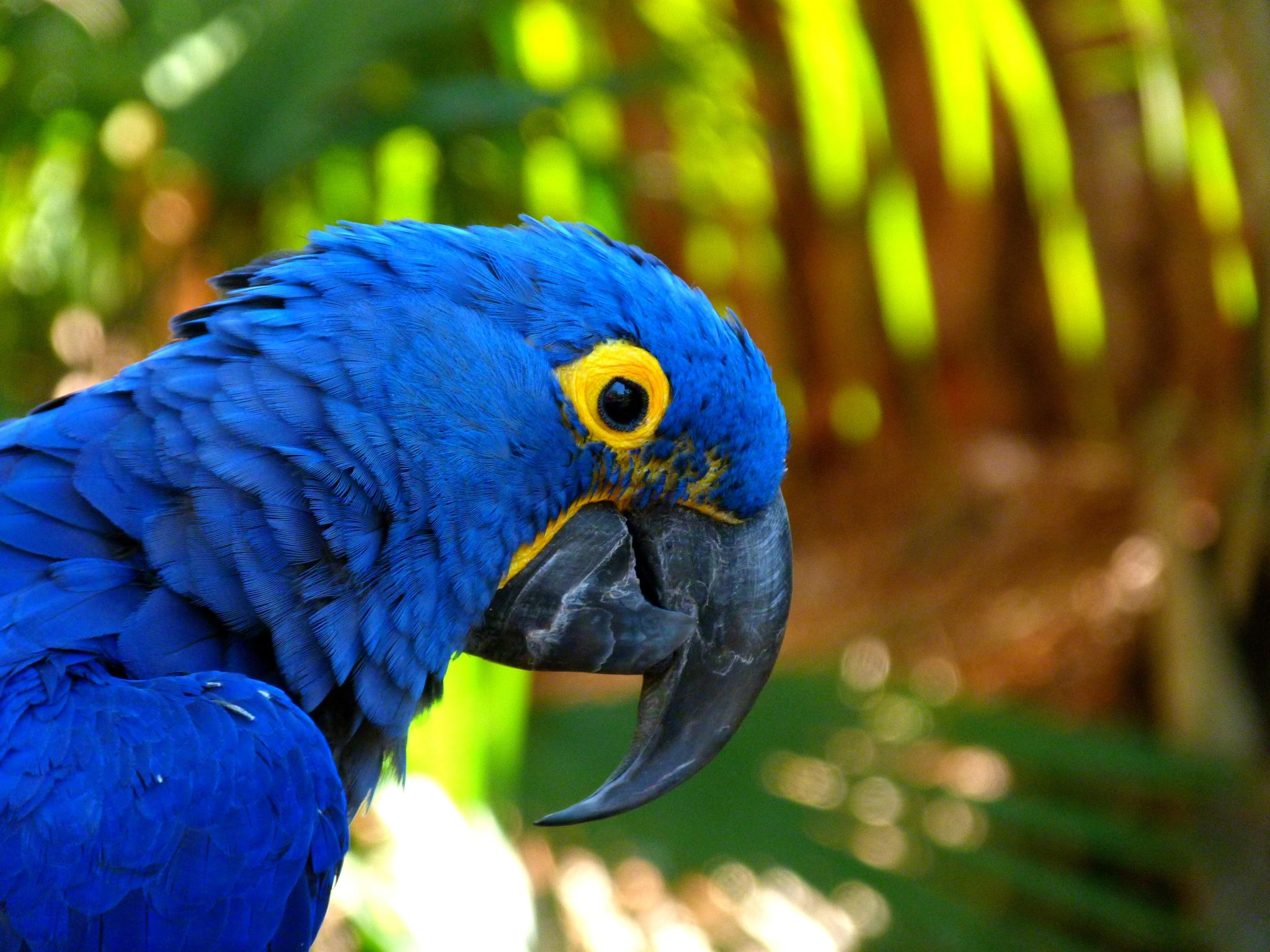
Hyazinthara (Anodorhynchus hyacinthinus)
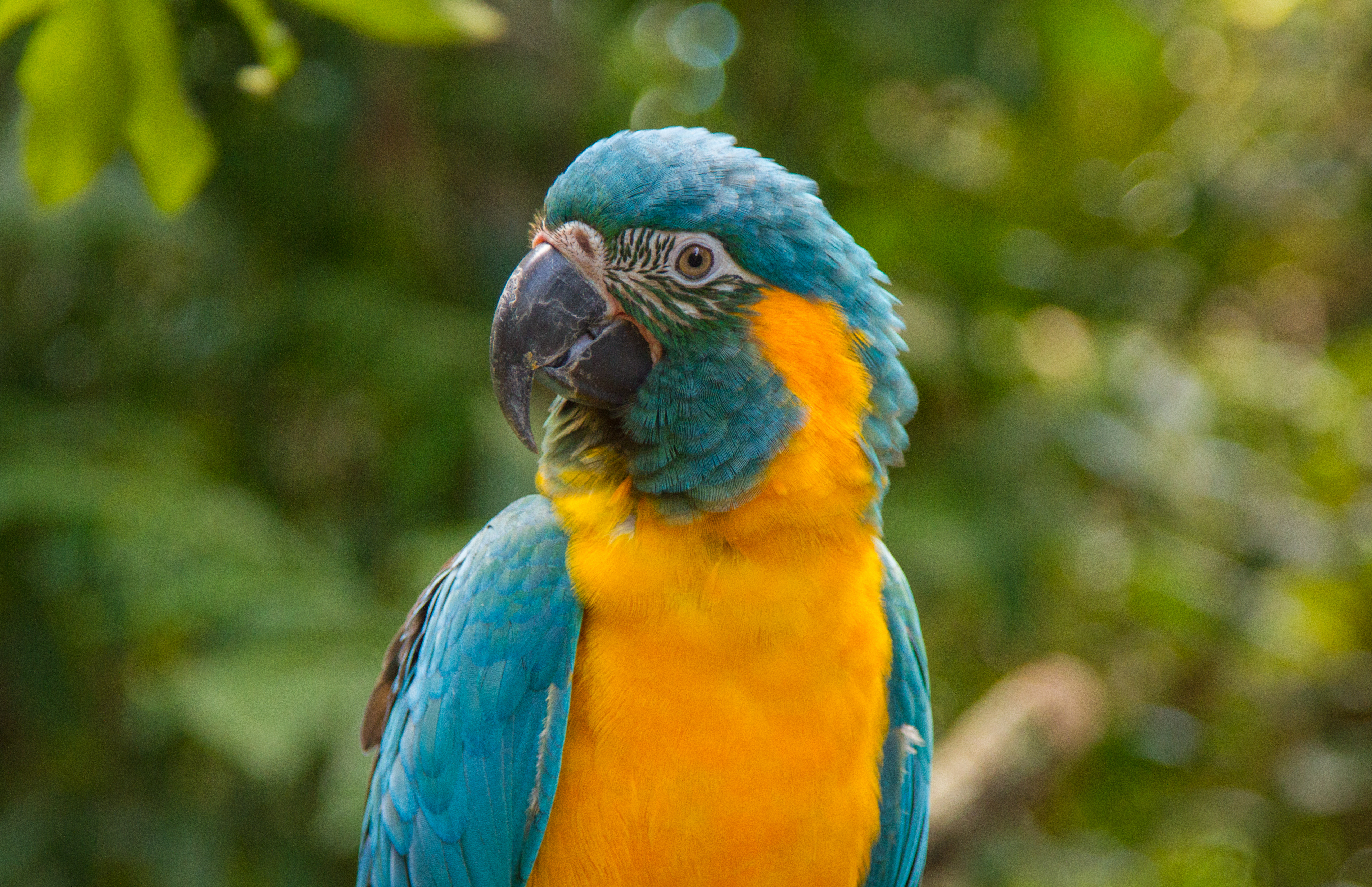
Blaulatzara (Ara glaucogularis)
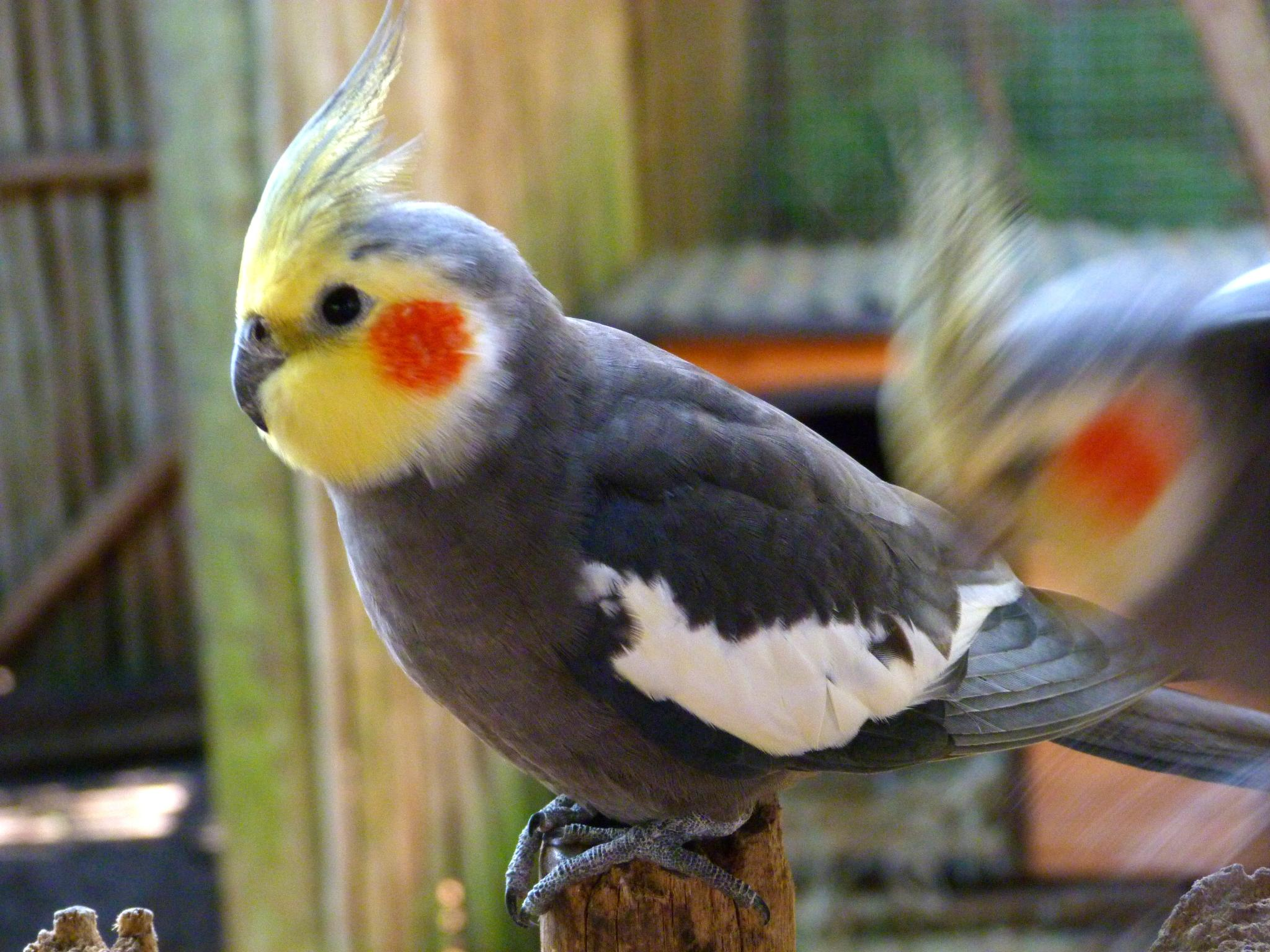
Nymphensittich (Nymphicus hollandicus)

## Bildungsprogramme
Durch tägliche Präsentationen, Sommercamps, Exkursionen und eine spezielle Zooschule unterrichtet die Bildungsabteilung des Zoos pro Jahr Zehntausende von Kindern.
Im Rahmen des Programms Lagoon Quest, einem Gemeinschaftsprojekt des Brevard Zoos mit den Brevard Public Schools wird jeder Viertklässler bei praktischen Erkundungen vor Ort in der Indian River Lagoon, einem Abschnitt des Indian River über die Fauna des Gebietes unterrichtet.

## Galerie
Nachfolgende Bildreihe zeigt einige Säugetiere und Reptilien aus dem Bestand des Zoos:

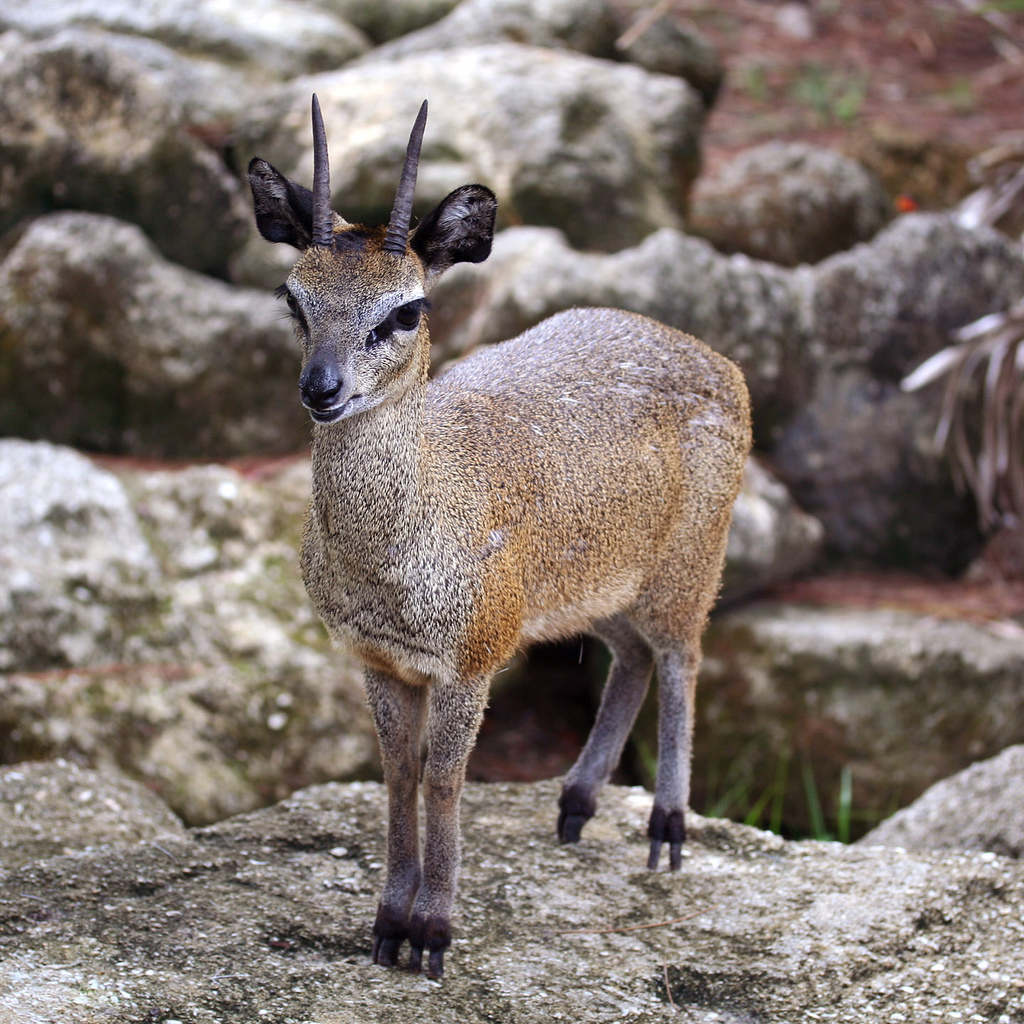
Kap-Klippspringer (Oreotragus oreotragus)
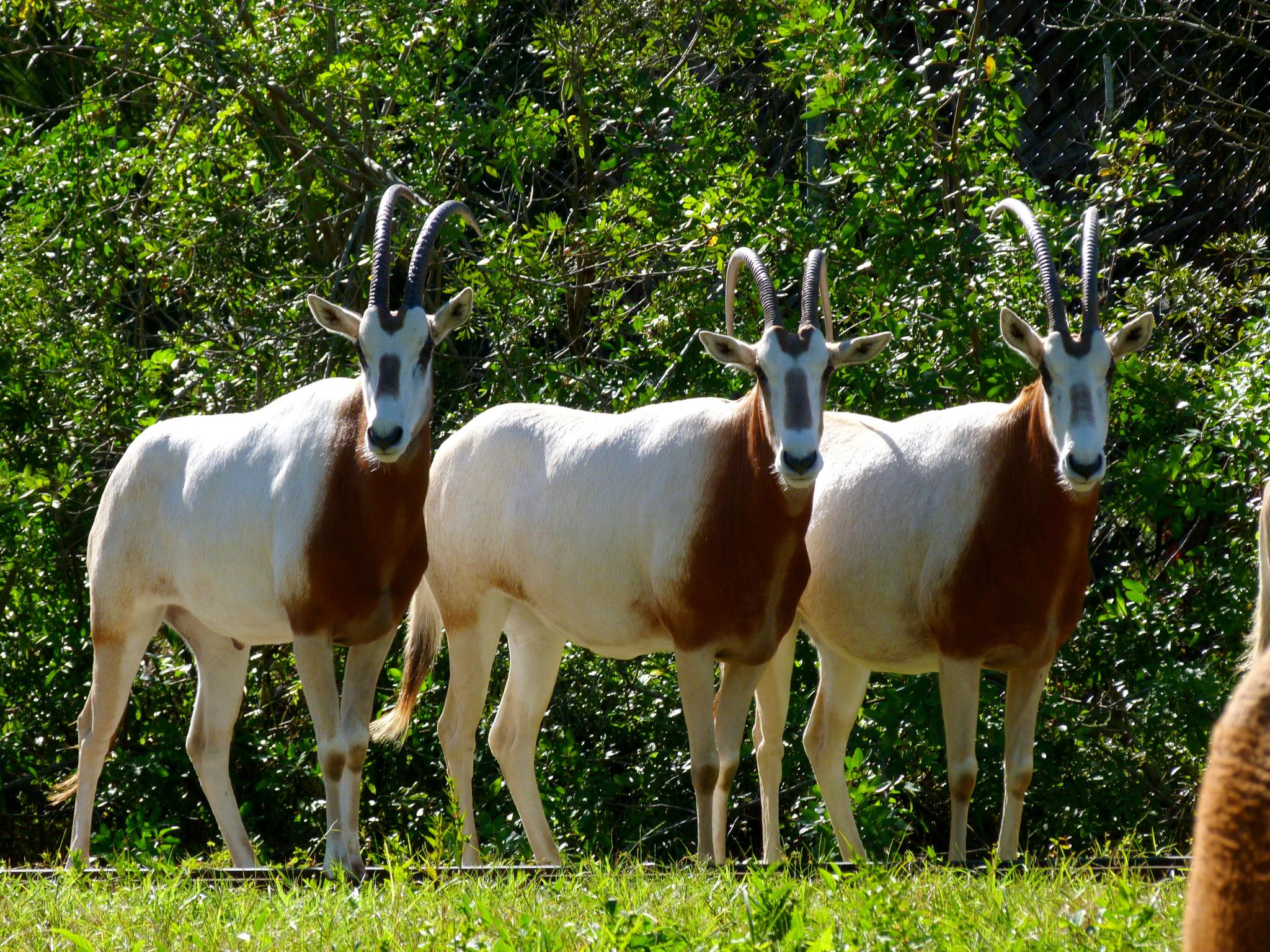
Säbelantilopen (Oryx dammah)
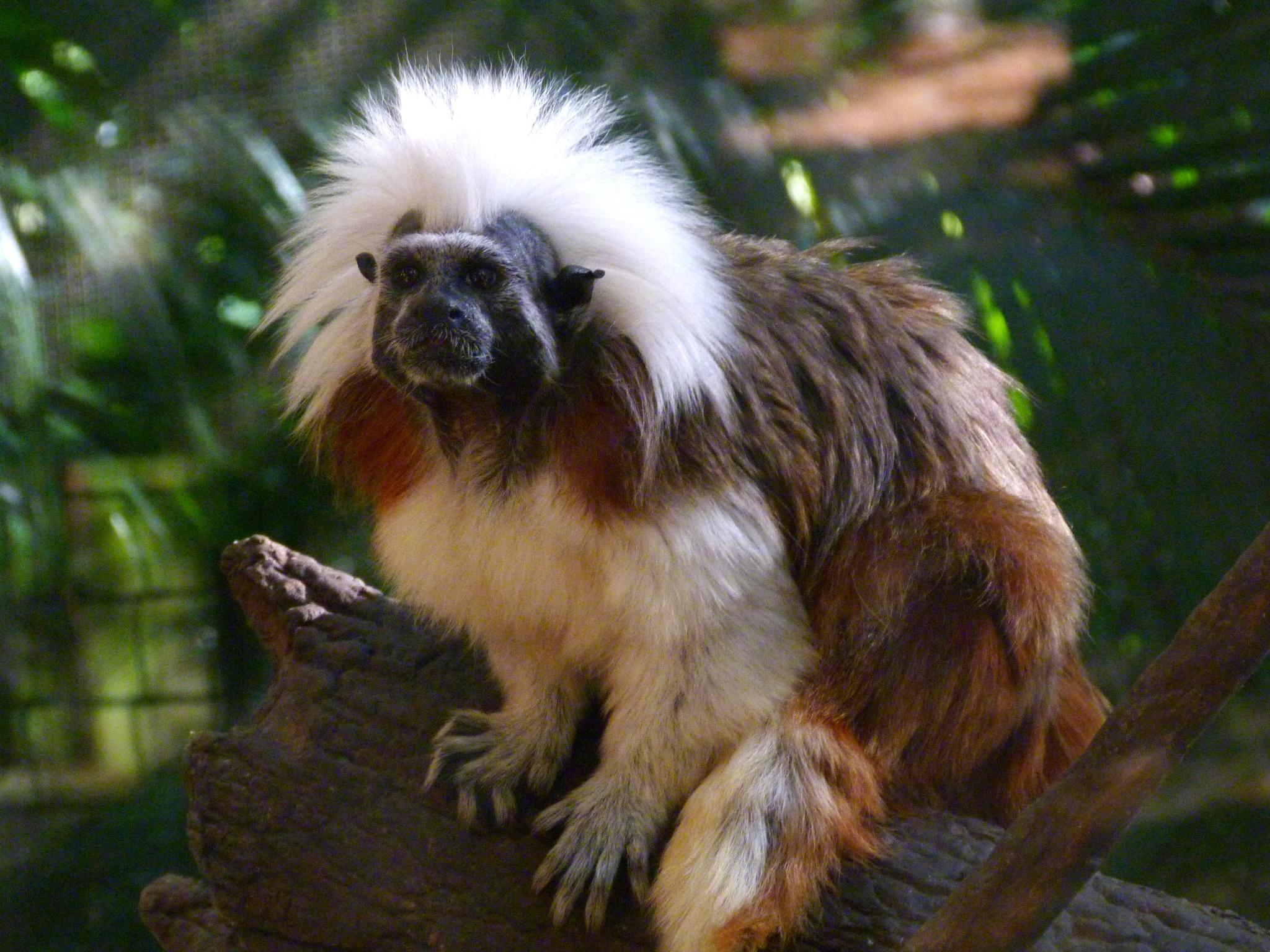
Lisztaffe (Saguinus oedipus)
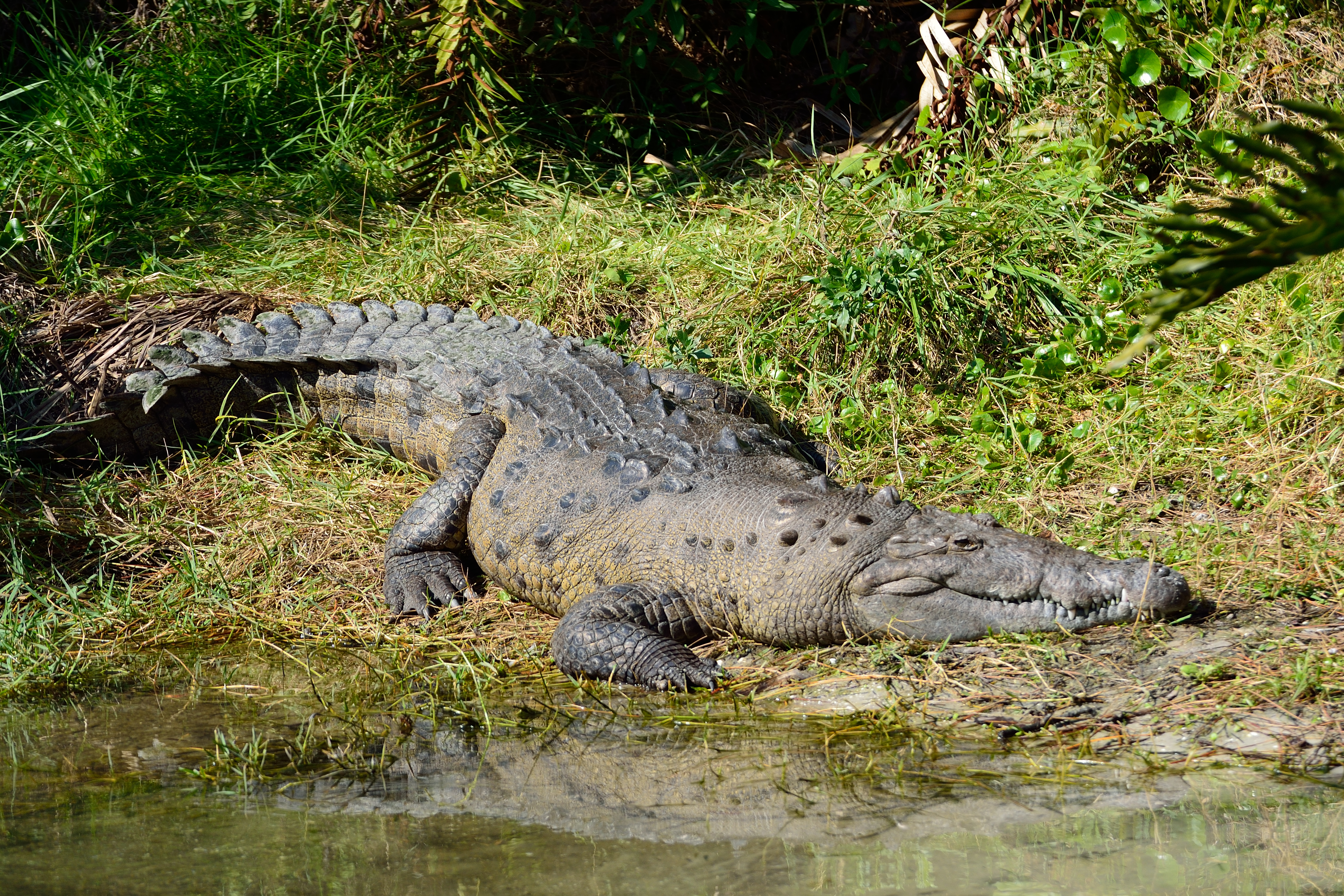
Spitzkrokodil (Crocodylus acutus)
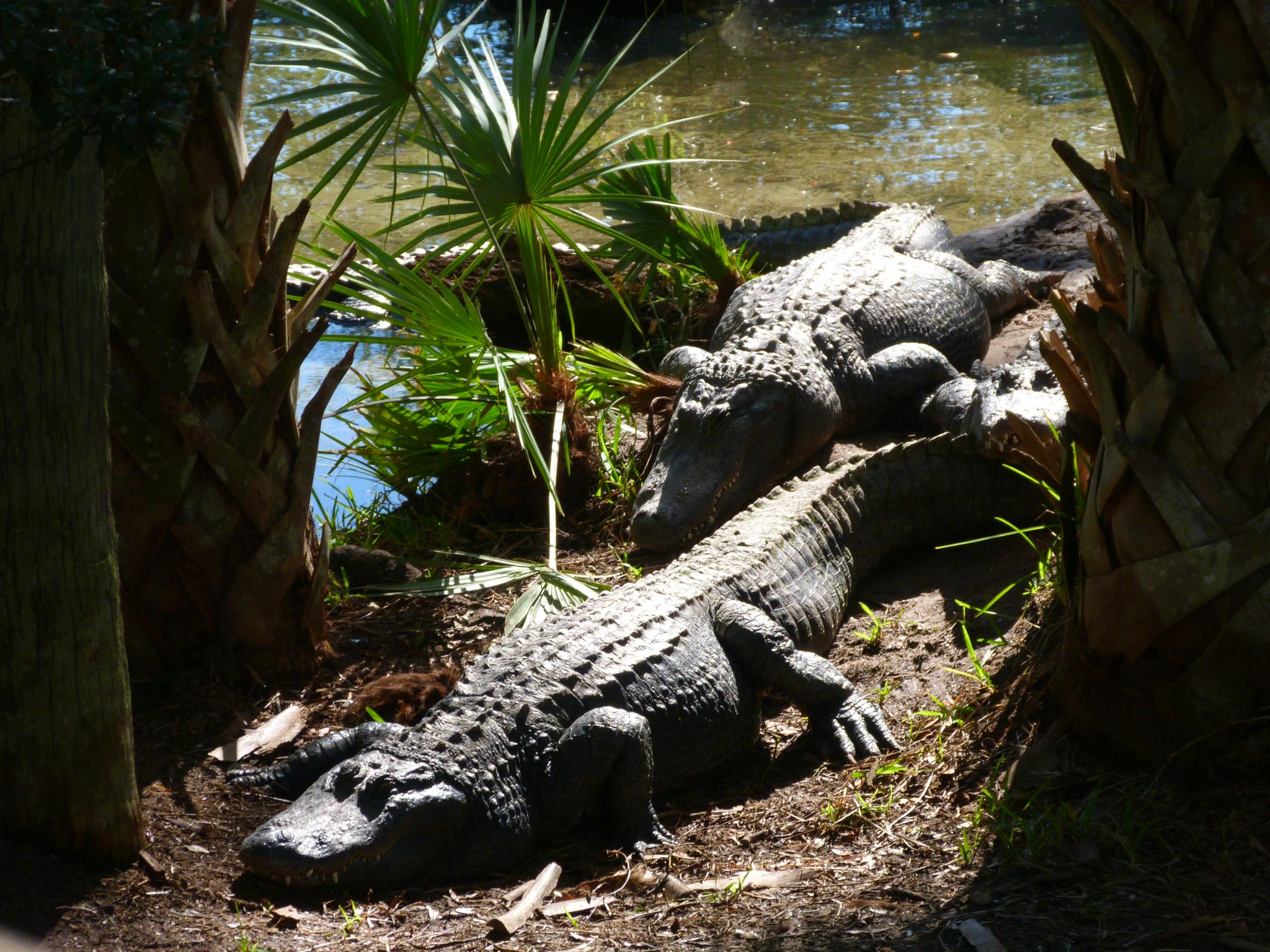
Mississippi-Alligatoren (Alligator mississippiensis)